# Quá trình s
Quá trình bắt neutron chậm, hay quá trình s là một chuỗi các phản ứng trong vật lý thiên văn hạt nhân xảy ra trong các ngôi sao, đặc biệt là các sao AGB. Quá trình s chịu trách nhiệm cho việc tạo ra (tổng hợp hạt nhân) của khoảng một nửa số hạt nhân nguyên tử nặng hơn sắt.
Trong quá trình s, một hạt nhân trải qua quá trình bắt neutron để tạo thành đồng vị với một khối lượng nguyên tử cao hơn. Nếu đồng vị mới ổn định, một loạt sự gia tăng khối lượng có thể xảy ra, nhưng nếu nó không ổn định, thì sự phân rã beta sẽ xảy ra, tạo ra một nguyên tố có số nguyên tử cao nhất tiếp theo. Quá trình này diễn ra chậm (do đó tạo thành tên của quá trình) theo nghĩa là có đủ thời gian để sự phân rã phóng xạ này xảy ra trước khi một neutron khác bị bắt giữ. Một loạt các phản ứng này tạo ra các đồng vị ổn định bằng cách di chuyển dọc theo thung lũng của các đồng vị ổn định phân rã beta trong bảng các hạt nhân.
Một loạt các nguyên tố và đồng vị có thể được tạo ra bởi quá trình s, do sự can thiệp của các bước phân rã alpha dọc theo chuỗi phản ứng. Sự phong phú tương đối của các nguyên tố và đồng vị được tạo ra phụ thuộc vào nguồn neutron và cách thông lượng của chúng thay đổi theo thời gian. Mỗi nhánh của chuỗi phản ứng s- process cuối cùng kết thúc ở một chu kỳ liên quan đến chì, bismuth và poloni.
Quá trình s tương phản với quá trình r, trong đó việc bắt neutron liên tiếp diễn ra nhanh chóng: chúng xảy ra nhanh hơn sự phân rã beta có thể xảy ra. Quá trình r chiếm ưu thế trong các môi trường có dòng neutron tự do cao hơn; nó tạo ra các nguyên tố nặng hơn và đồng vị giàu neutron hơn so với quá trình s. Cả hai quá trình cùng nhau đã chịu trách nhiệm cho việc tạo ra sự phong phú tương đối của các nguyên tố hóa học nặng hơn sắt.